# Golfclub Heelsum
Golfclub Heelsum is opgericht in 1992 en ligt bij Heelsum (Nederlandse provincie Gelderland).

## Geschiedenis
Het terrein van de golfbaan ligt op de uitlopers van ijstongen die in de Riss-ijstijd naar het Zuiden stroomden. Tot aan het begin van de 20e eeuw bleef het een heidelandschap. Toen werd het omgeploegd om er een agrarische bestemming aan te geven. Nu het als golfbaan wordt gebruikt, komt langzamerhand de heide weer terug.
Tijdens de Tweede Wereldoorlog landde hier de paratroopers van de 1ste Airborne Division op weg naar de Slag om Arnhem.
Toen de golfclub werd opgericht, heette die Golf- & Countryclub Staadegaard, naar de boer die eigenaar was van het terrein. Later bleken er zoveel bezwaren te zijn, dat de club een ander terrein moest zoeken. Daardoor werd ook de naam van de club veranderd in Golfclub De Heelsumse. De club heet sinds 2012 Golfclub Heelsum.
De baan is in 2002 aangelegd. Het ontwerp is van Hans Hertzberger, die eerder de baan van GC Crossmoor heeft ontworpen. Later is de baan gereviseerd (2008) door Steve Marnoch. Hij heeft de kenmerken van een klassieke heidebaan zoals ontwikkeld door H.S. Colt en zijn volgelingen, toegepast. Opvallend zijn de blootgelegde droogdalen uit de ijstijd. Er ligt inmiddels meer dan een kilometer van dit landschapsaspect in de baan. Ook is er met behulp van Vereniging Natuurmonumenten volwassen heide ingebracht om het karakter te versterken. Er zijn drie lussen van 9 holes, Helsum, Sandr en Airborne.

## Trivia
- Golfclub Heelsum is aangesloten bij de NGF en heeft de A-status.[2]